# Budapest, 7 fok, eső
A Budapest, 7 fok, eső a magyar Blind Myself együttes ötödik nagylemeze. Az album 2009-ben jelent meg a Hammer Music alkiadójaként működő Edge Records gondozásában. Az új lemezre az énekes Tóth Gergő és a basszusgitáros Bodnár Péter kivételével teljesen lecserélődött a Blind Myself tagsága. A zenekar történetében először az albumon szereplő összes saját dalhoz magyar dalszöveget írtak Pálinkás Tamás (Isten Háta Mögött) segítségével.
A CD mellé bónusz DVD is került, rajta egy 2007-es Blind Myself-koncert felvétele. A címadó dal mellett további két számhoz készítettek videóklipet (Pomogácsok, Jó szándék kövei).

## Az album dalai
1. Megszentségteleníthetetlenségeskedéseitekért
2. Jó szándék kövei
3. Legyek
4. Pomogácsok
5. 4. fejezet: Cezarománia
6. Nem megy a hegyhez
7. Szemgerenda
8. Fata morgana
9. Budapest, 7 fok, eső
10. Áldozatképzés
11. Painkiller (Judas Priest-feldolgozás)

## Közreműködők
- Tóth Gergely – ének
- Édes Gergő – gitár
- Horváth István – gitár
- Bodnár Péter – basszusgitár, ének
- Jankai Valentin – dob
- Varga Zoltán – szólógitár a "Szemgerenda" c. dalban
- Both Miklós – szólógitár a "Painkiller" c. dalban